# Bursuc-Vale, Iași
Bursuc-Vale este un sat în comuna Lespezi din județul Iași, Moldova, România.